# Сиверт
Сиверт (международно означение Sv) е мерна единица от SI за доза на йонизиращите лъчения.. С нея се измерва количествено биологичното въздействие на радиацията. Други близки единици като грей характеризират предимно физичните аспекти на погълнатата радиация. Кръстена е в чест на шведския медицински физик Ролф Сиверт (1896 – 1966). Използва се от 1979 г.

## Определение
1 сиверт е количеството енергия, погълнато от килограм биологична тъкан, равно по въздействие на погълнатата доза гама лъчение от 1 Gy. Докато в грей се измерва погълнатата радиация от какъвто и да е материал, в сиверти се измерва радиацията, погълната от отделен човек. Връзката между двете се изразява чрез формулата
1 Sv = 1 Gy • w,
където Sv е означението за сиверт, Gy – за грей, а w е тегловен коефициент, специфичен за определен вид радиация (wR) и определен вид тъкан (wT).
Това равенство, свързващо сиверт и грей, показва, че еквивалентната доза и погълната доза имат еднаква размерност, но не означава, че ефективната доза числено е равна на погълнатата доза. При определянето на еквивалентната доза се вземат предвид физичните свойства на лъченето, при това еквивалентната доза е равна на погълнатата доза, умножена на коефициента за качеството на излъчването wR, зависещ от вида на самото лъчение и характеризиращ биологичната активност на един или друг вид радиация. Така например, за алфа-частици коефициентът на качеството е равен на 20 и това означава, че при равно количество енергия на лъчението, погълната в единица маса от органа или тъканта, биологичният ефект от алфа-частици ще се окаже двадесет пъти по-силен от ефекта на гама-излъчване.
При определяне на ефективната доза се взема предвид и приносът на различните органи и тъкани в общата вреда, нанасяна на здравето на човека от йонизиращото лъчение. Ефективната доза е равна на еквивалентната доза, умножена с тегловен коефициент wT, зависещ от приноса на един или друг орган в щетата, нанасяна при облъчването на отделните органи или тъкани на организма като цяло. Еквивалентната доза има голямо значение за радиобиологията, докато ефективната доза е една от основните величини, използвана за хигиенното нормиране на нивото на радиационно въздействие.